# Трамоцини (Кјети)
Tramozzini (итал. Tramozzini
| слика = 
| опис_слике = 
| држава =  Италија) је насеље у Италији у округу Кјети, региону Абруцо.
Према процени из 2011. у насељу је живело 44 становника. Насеље се налази на надморској висини од 94 м.